# ميشيل أوبري
ميشيل أوبري (بالفرنسية: Michel Aubry)‏ (و. 19 مارس 1959) هو نحات فرنسي، ولد في سان-هيلير-دو-هاركويه.

## التعليم
تعلم في École supérieure des arts décoratifs de Strasbourg ‏
.